# Decostruttivismo

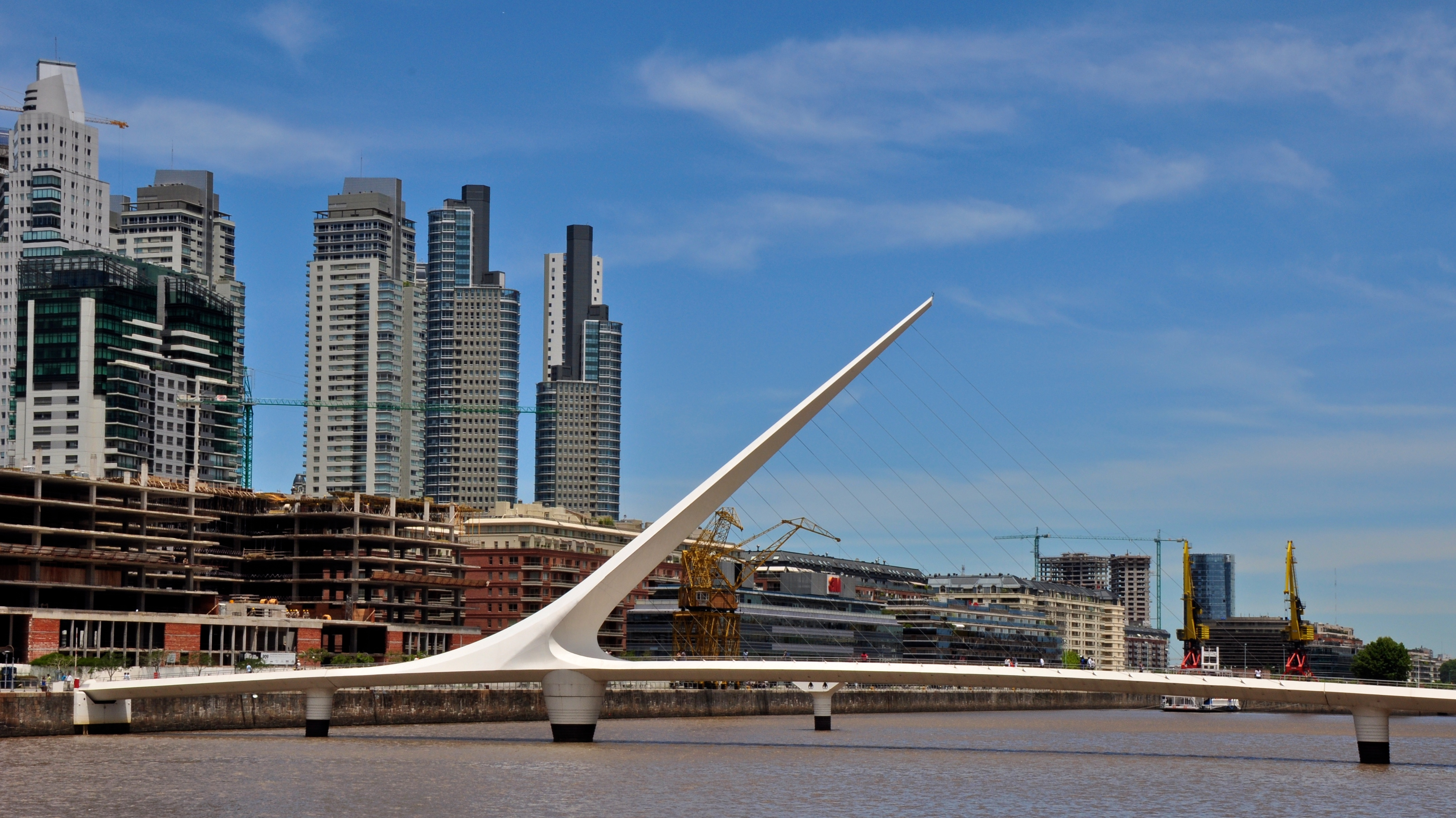
Puente de la Mujer, Puerto Madero (Argentina)

Il decostruttivismo è un movimento architettonico spesso contrapposto al movimento postmoderno.

## Stile e caratteristiche
I suoi metodi, in reazione al razionalismo architettonico, vogliono de-formare o deviare la costruzione. Non ha nulla a che fare col decostruzionismo filosofico di Derrida, col quale spesso è confuso. La nascita del fenomeno è avvenuta con una mostra organizzata a New York nel 1988 da Philip Johnson, nella quale per la prima volta appare il nome di questa nuova tendenza architettonica, che fu definita “Deconstructivist Architecture”. Alla mostra di New York furono esposti progetti di Frank O. Gehry, Daniel Libeskind, Rem Koolhaas, Peter Eisenman, Zaha Hadid, Bernard Tschumi e del gruppo Coop Himmelb(l)au.

In questa esposizione veniva estrapolata un'architettura "senza geometria" (la geometria euclidea), piani ed assi, con la mancanza di quelle strutture e particolari architettonici, che sono sempre stati visti come parte integrante di quest'arte. Una non architettura, quindi, che si avvolgeva e svolgeva su sé stessa con l'evidenza e la plasticità dei suoi volumi. La sintesi di ciò è una nuova visione dell'ambiente costruito e dello spazio architettonico, dove è il caos, se così si può dire, l'elemento ordinatore. Le opere decostruttiviste sono caratterizzate da una geometria instabile con forme pure e disarticolate e decomposte, costituite da frammenti, volumi deformati, tagli, asimmetrie e un'assenza di canoni estetici tradizionali. I metodi del decostruttivismo sono indirizzati a "decostruire" ciò che è costruito, una destrutturazione delle linee dritte che si inclinano senza una precisa necessità. Siamo davanti a un'architettura dove ordine e disordine convivono. Si arriva a costruire oggetti d'uso quotidiano come l'edificio Chiat Day Mojo di Gehry.

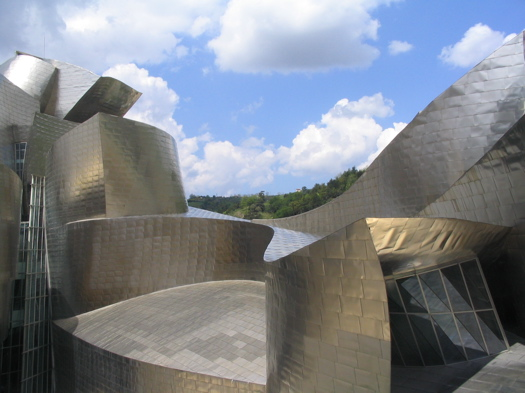
Particolare del Guggenheim Museum di Bilbao di Frank O. Gehry

Comune alla ricerca dei decostruttivisti è l'interesse per l'opera dei costruttivisti russi degli anni venti del Novecento, che per primi infransero l'unità, l'equilibrio e la gerarchia della composizione classica per creare una geometria instabile con forme pure disarticolate e decomposte. È questo il precedente storico di quella “destabilizzazione della purezza formale” che gli architetti decostruttivisti esasperano nelle loro opere attuando così un completamento del radicalismo avanguardistico costruttivista. Da ciò scaturisce la cifra “de” anteposta al termine costruttivismo, che sta a indicare la “deviazione” dall'originaria corrente architettonica presa a riferimento.
Dopo il periodo postmoderno (anche se, per ironia, entrambi i movimenti, seppur antitetici, sono stati promossi da Philip Johnson) il decostruttivismo riconduce la ricerca architettonica nel filone iniziato dal Movimento Moderno, anche se alcuni critici ritengono comunque il decostruttivismo come esercizio puramente formale, dove sono assenti quei temi sociali che erano propri del Movimento Moderno. Molti critici annoverano tra i maggiori architetti decostruttivisti Frank O. Gehry, noto per il Guggenheim Museum di Bilbao, anche se Gehry stesso ha sempre dichiarato di non sentirsi decostruttivista.
Il decostruttivismo è forse l'ultimo, in ordine di tempo, degli "stili internazionali" in architettura.

## Esempi di architettura decostruttivistica

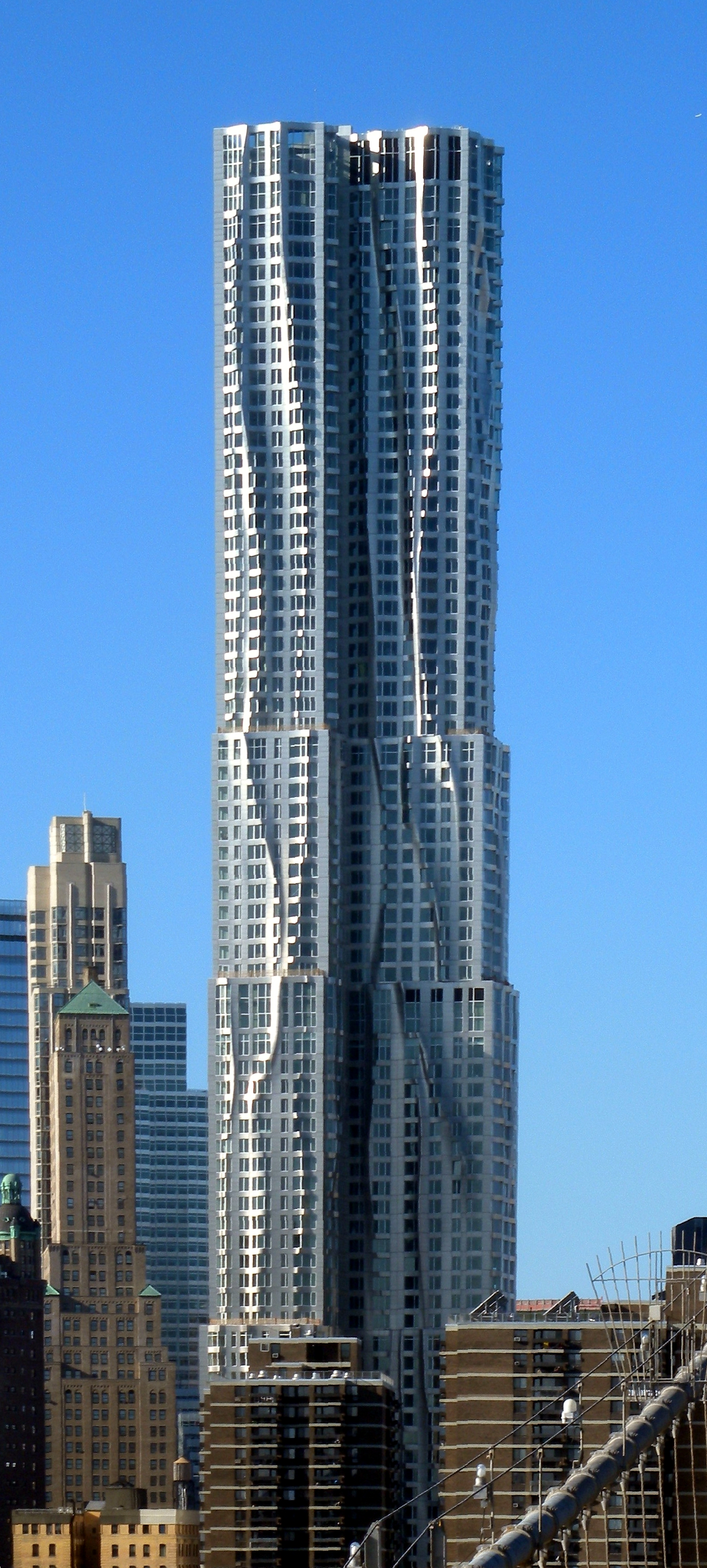
Beekman Tower, a New York, di Frank Gehry.
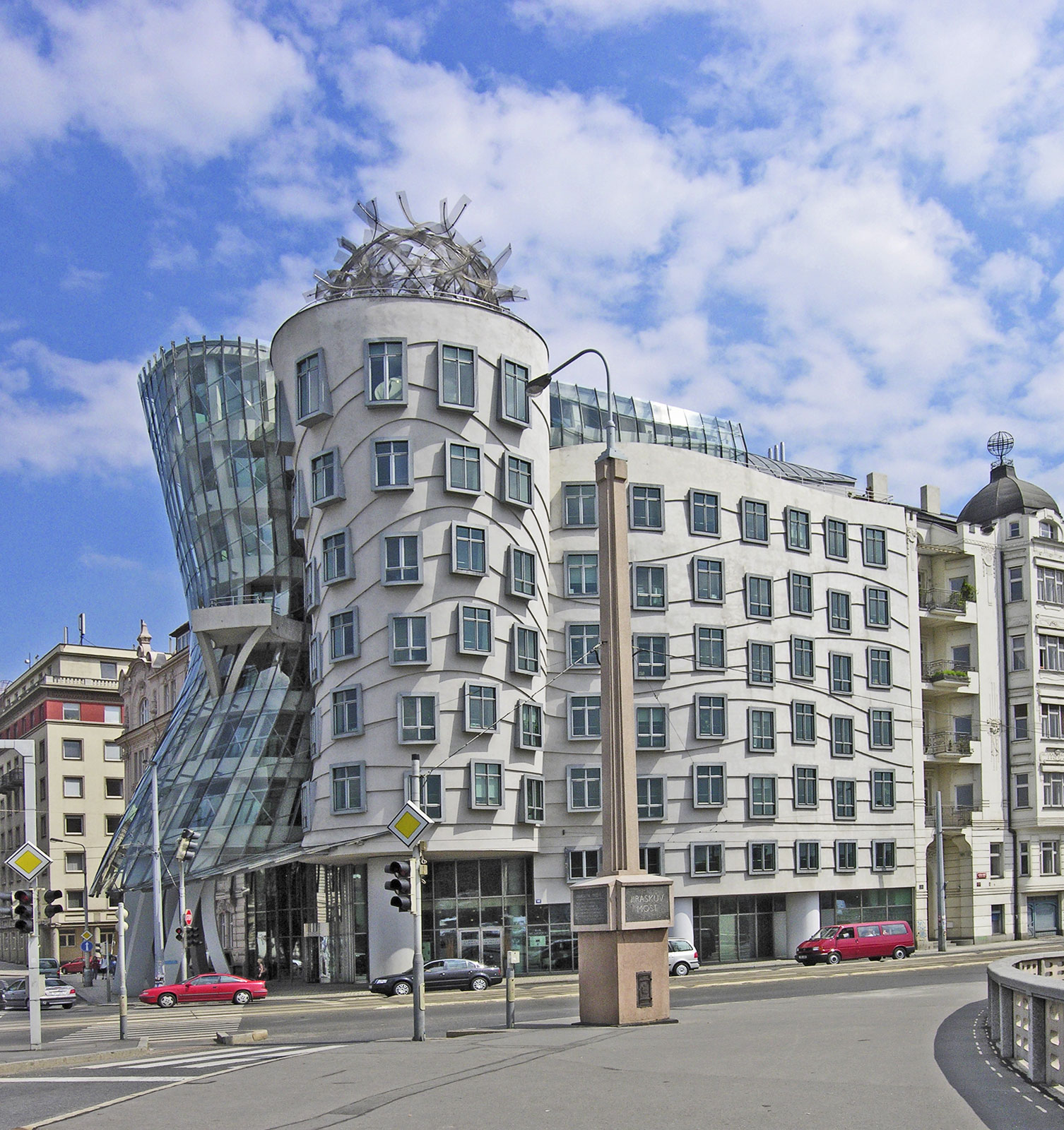
Casa danzante, a Praga, di Frank Gehry.
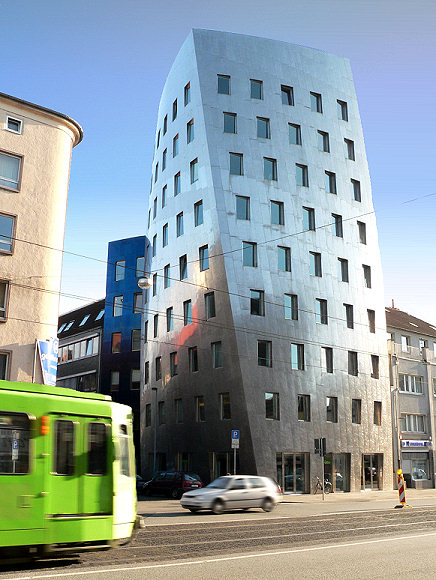
Gehry Tower, a Hannover, dell'omonimo architetto.
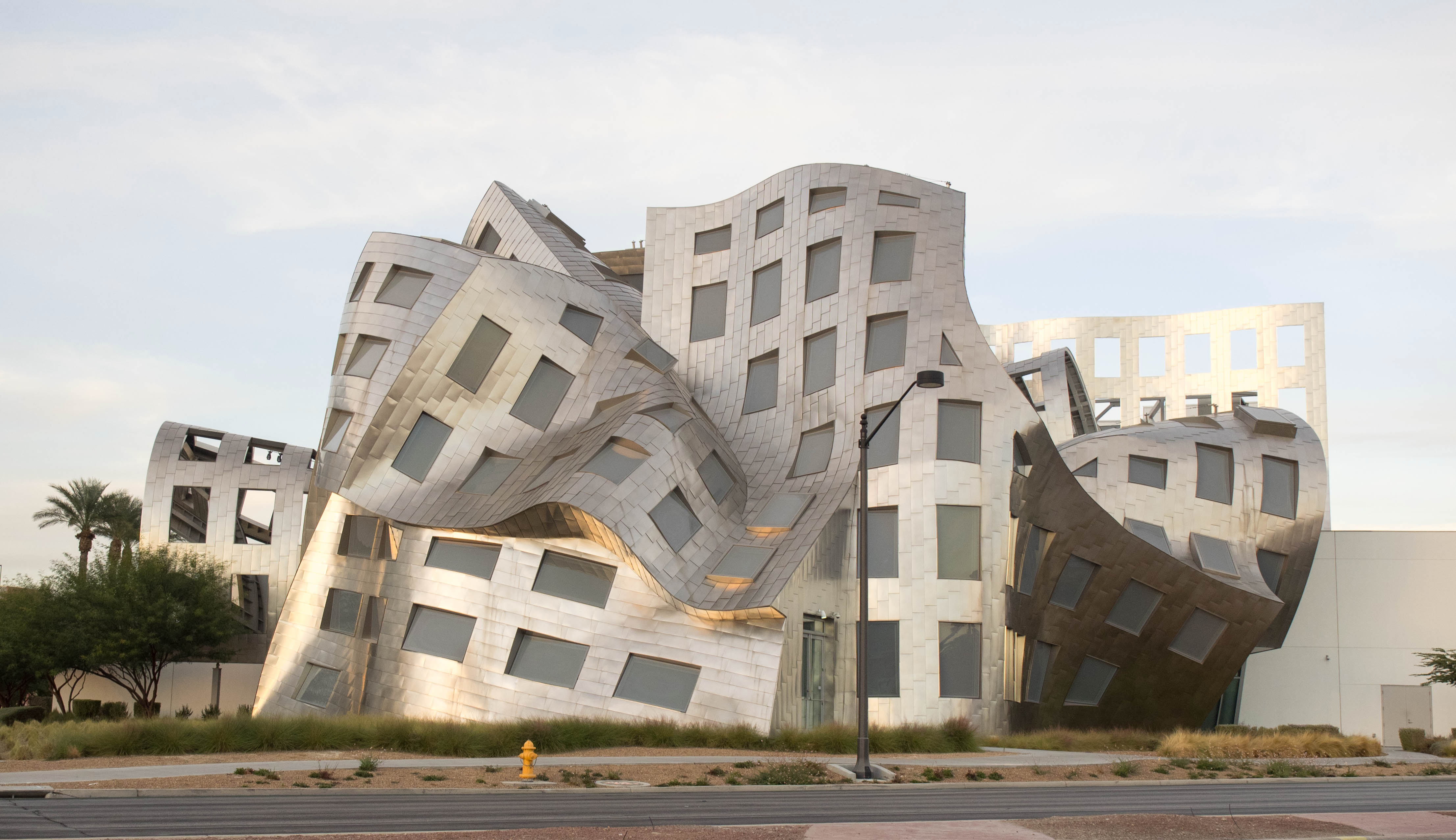
Lou Ruvo Center for Brain Health, a Las Vegas, di Gehry.
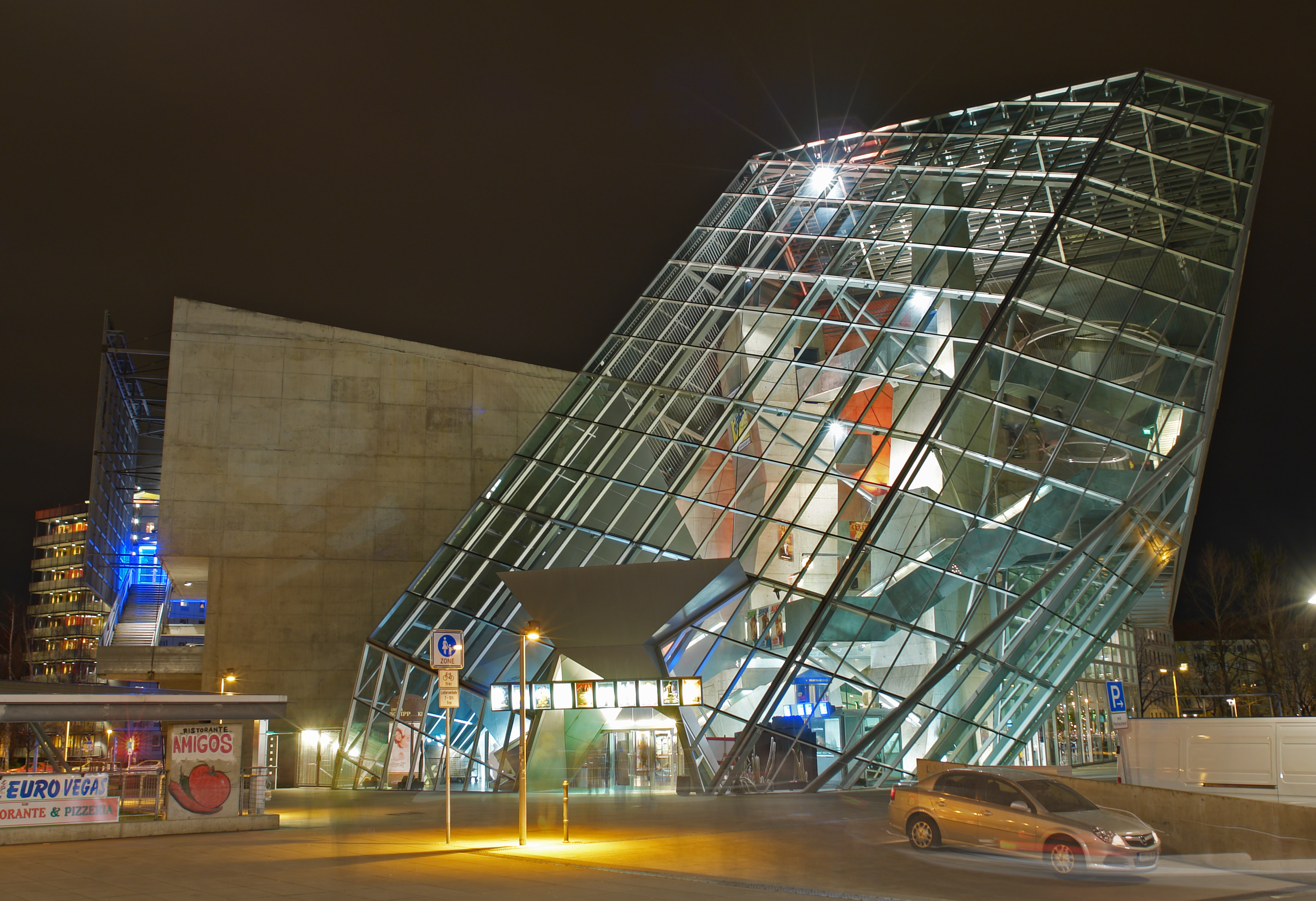
UFA Palace, a Dresda.
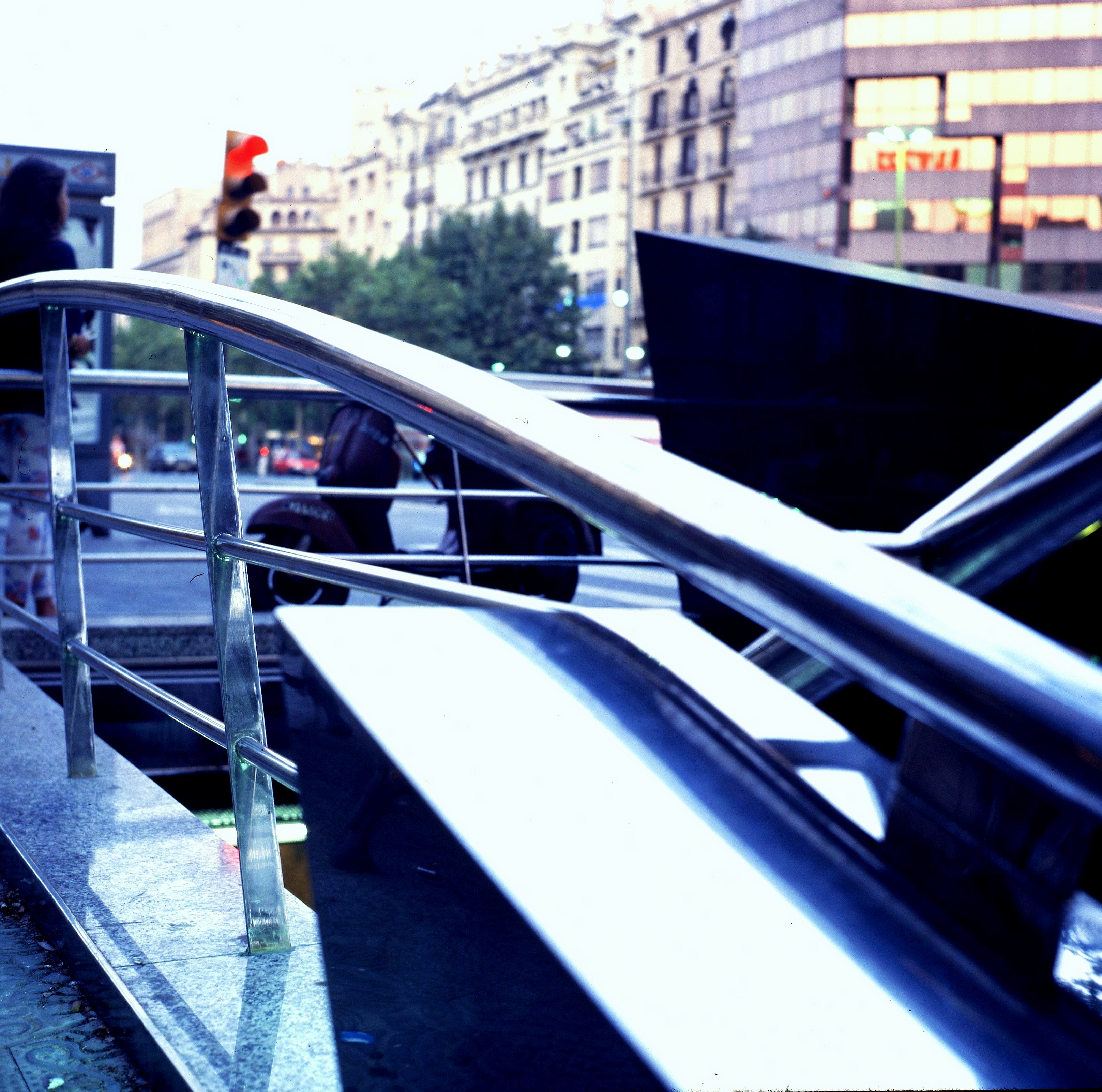
Paseo de Gracia Station, Barcelona (1991) di Daniel Navas, Neus Solé
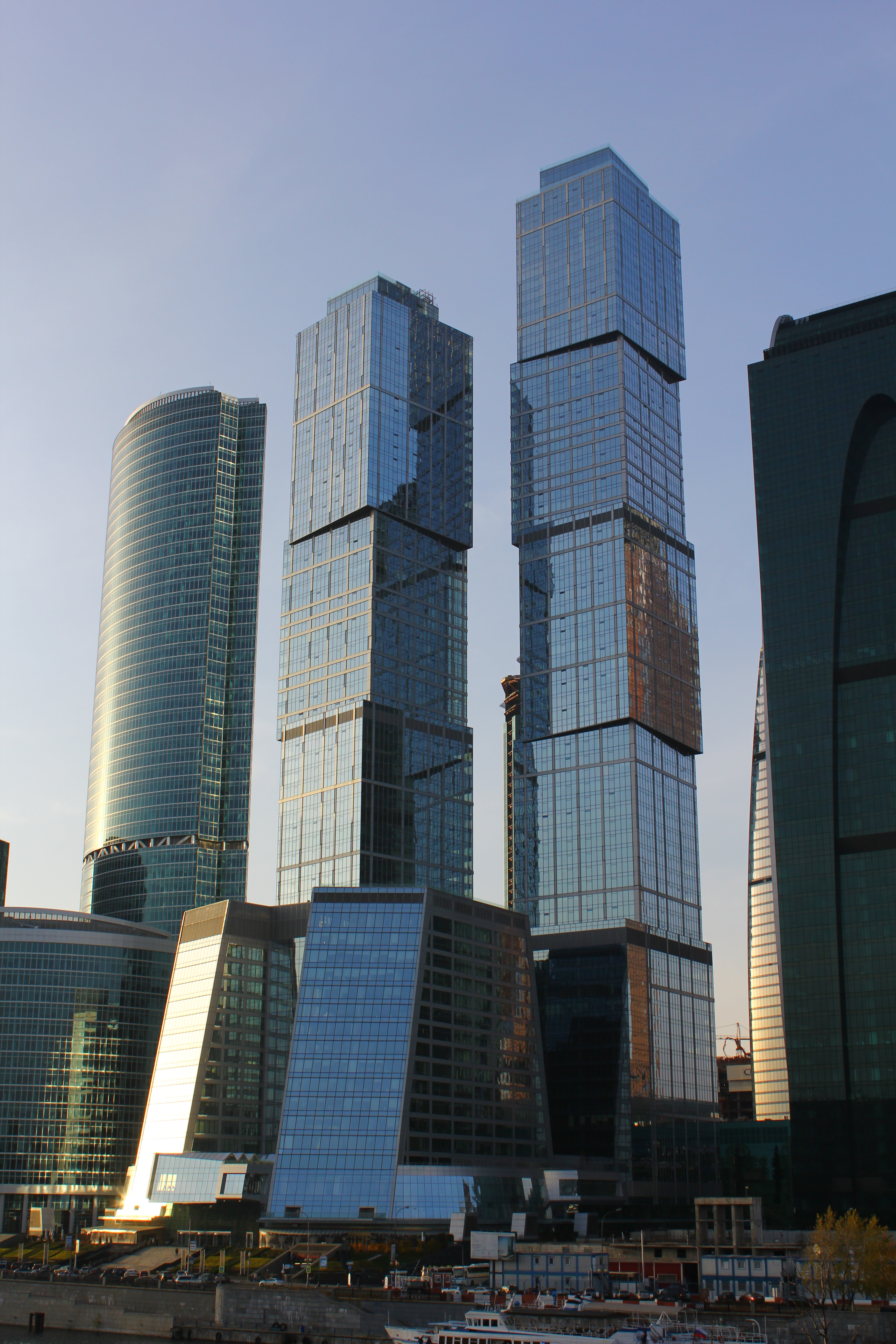
Città delle capitali, a Mosca.
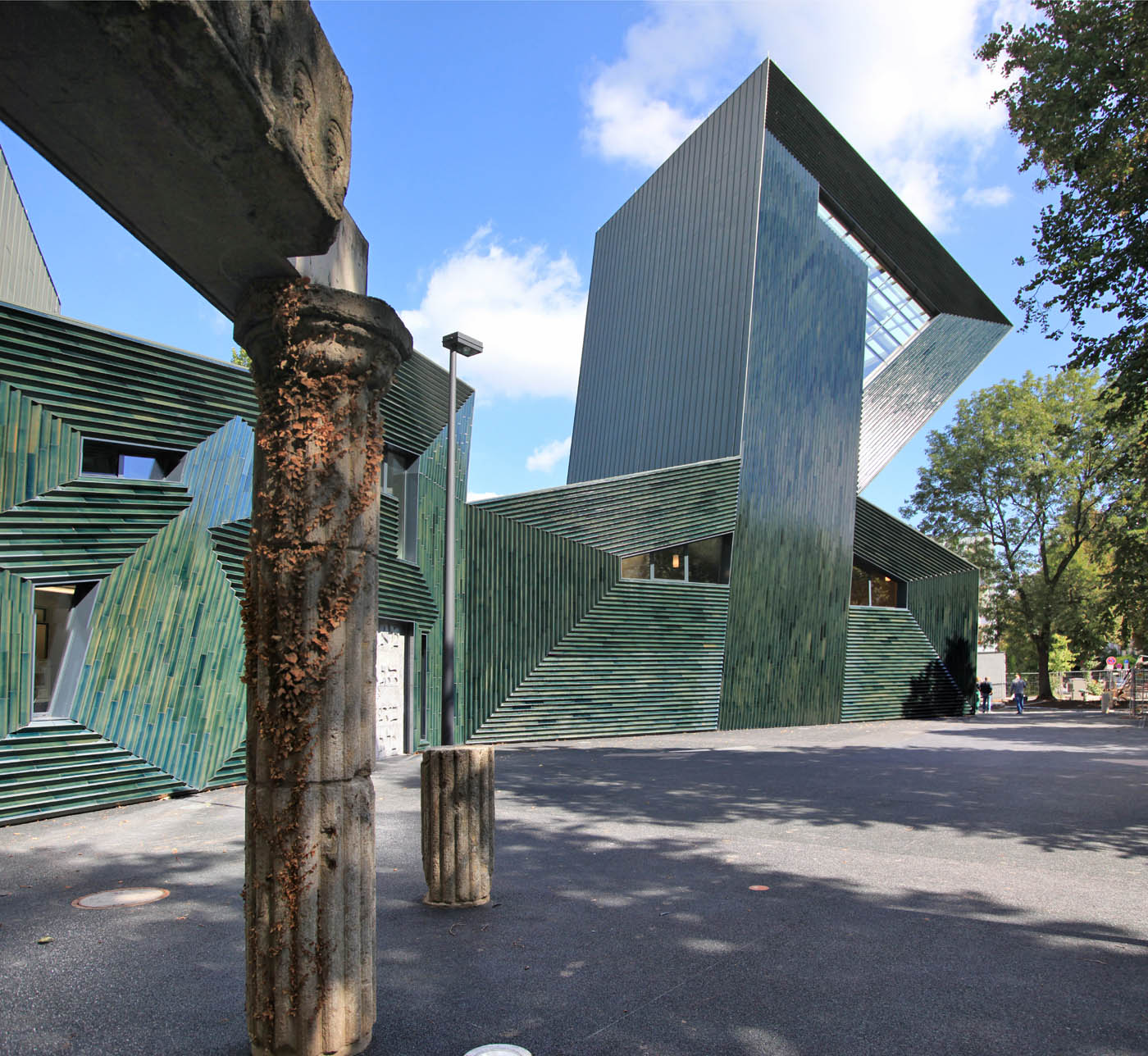
Nuova sinagoga di Magonza, di Manuel Herz.
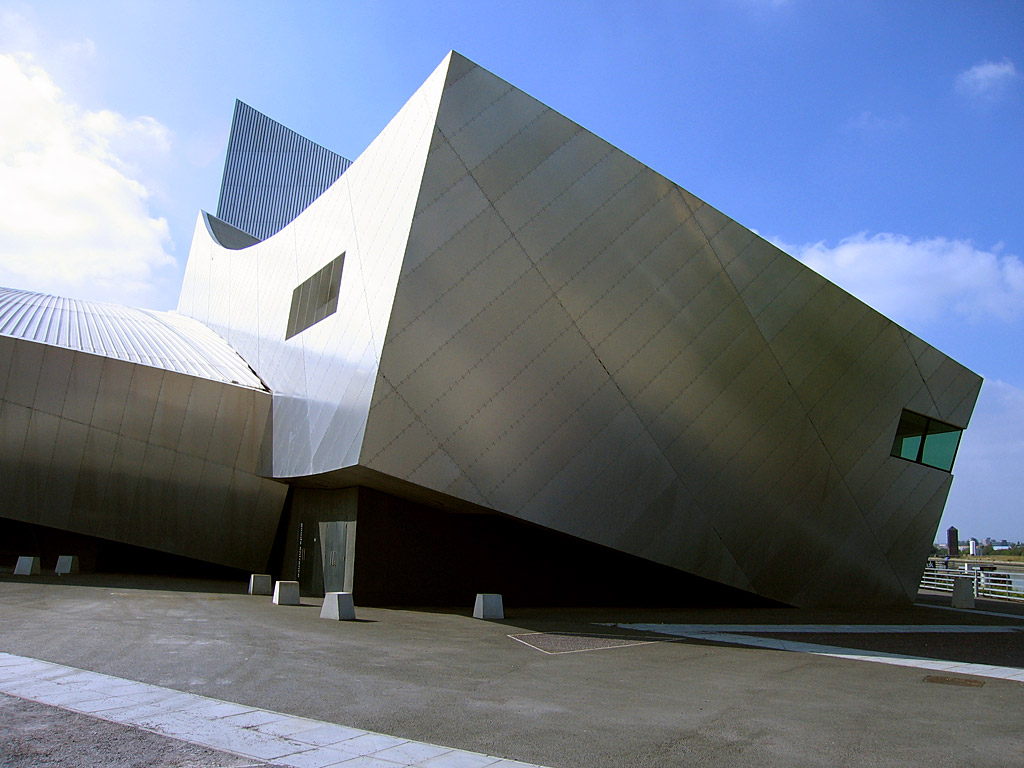
Imperial War Museum North, a Trafford, di Daniel Libeskind.
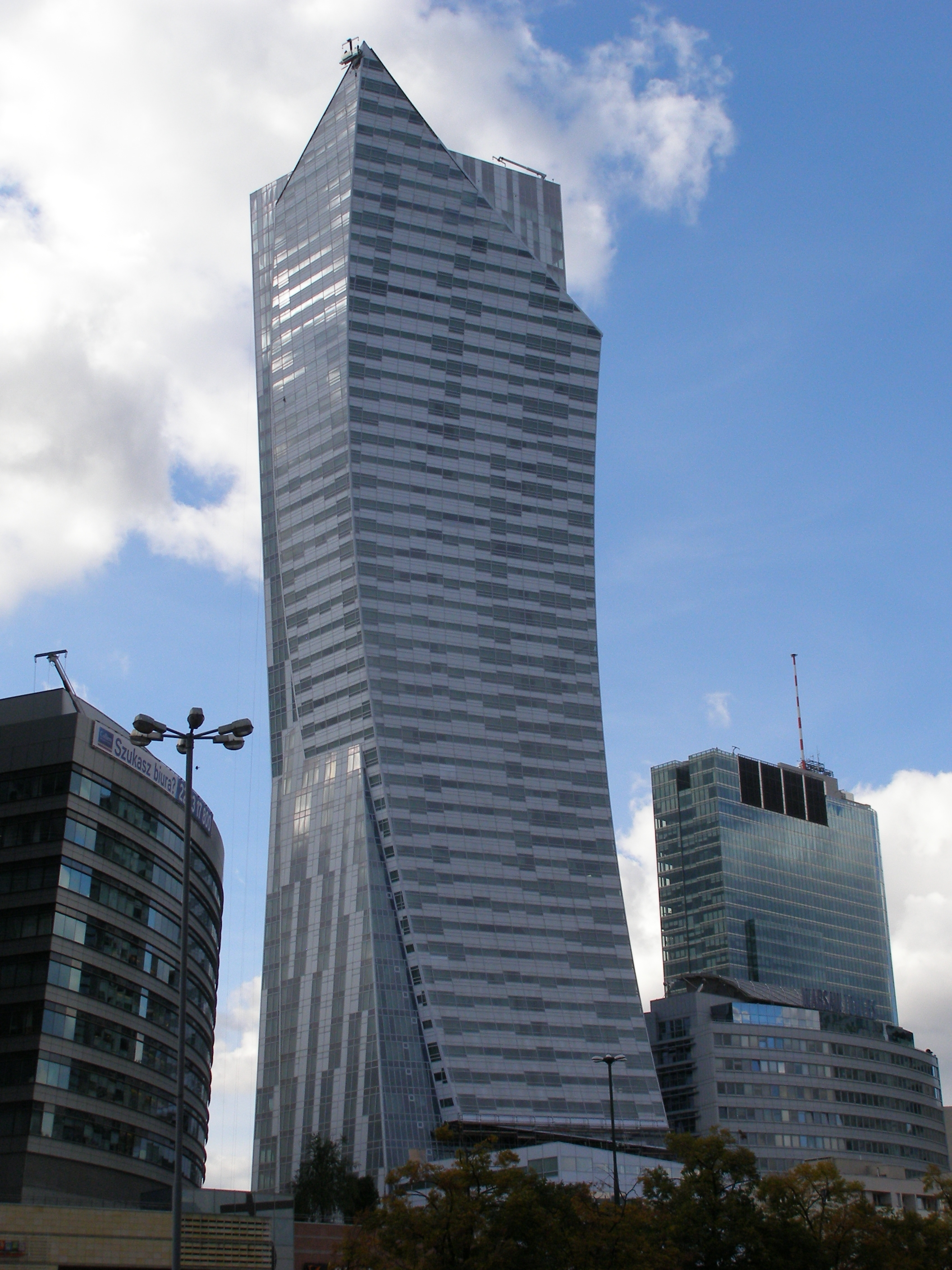
Złota 44, a Varsavia, di Daniel Libeskind.
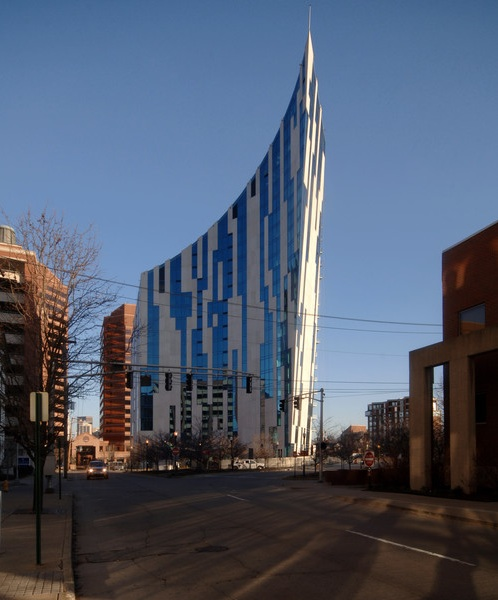
The Ascent at Roebling's Bridge, a Covington, di Daniel Libeskind.
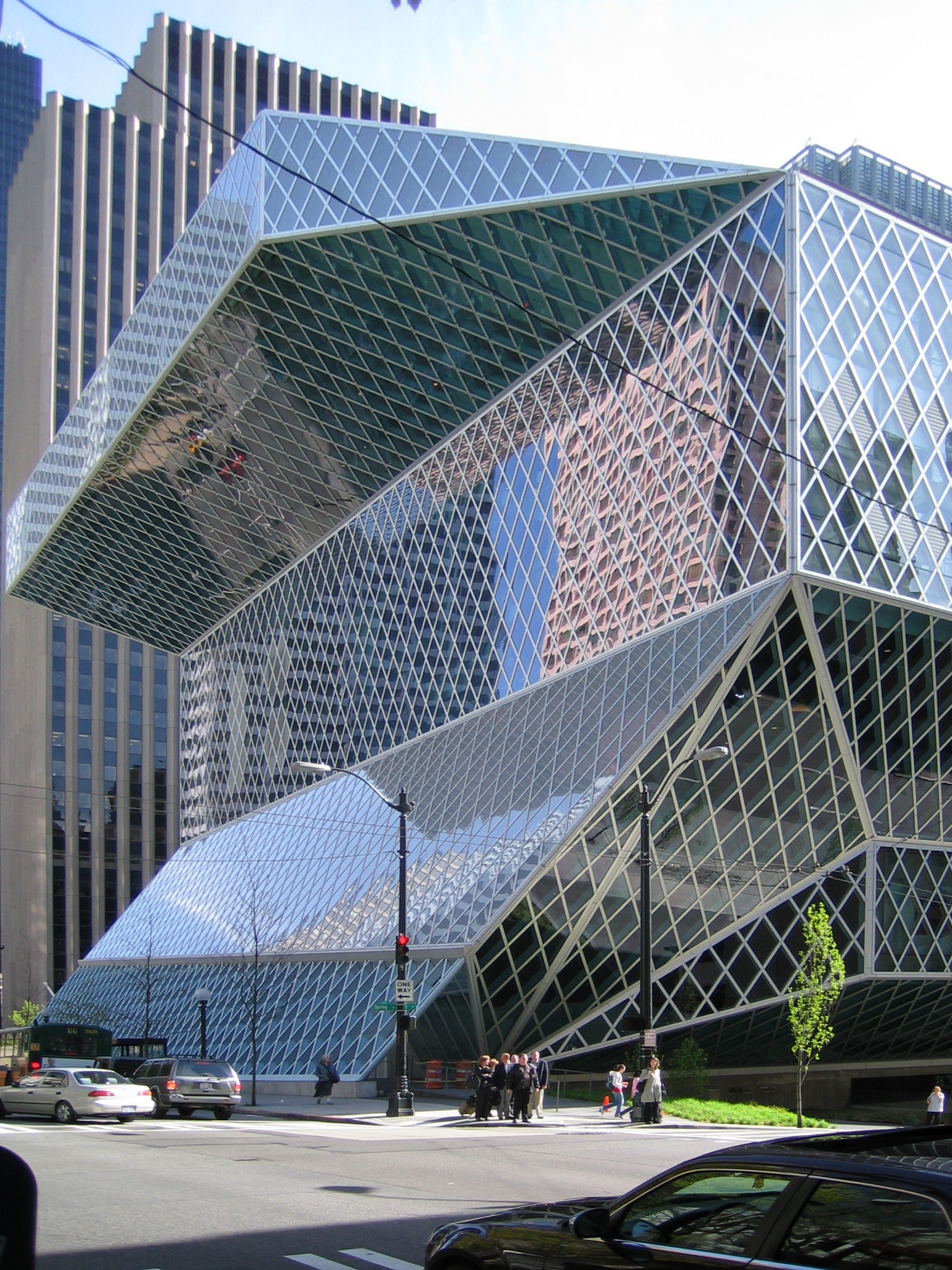
Biblioteca centrale di Seattle.
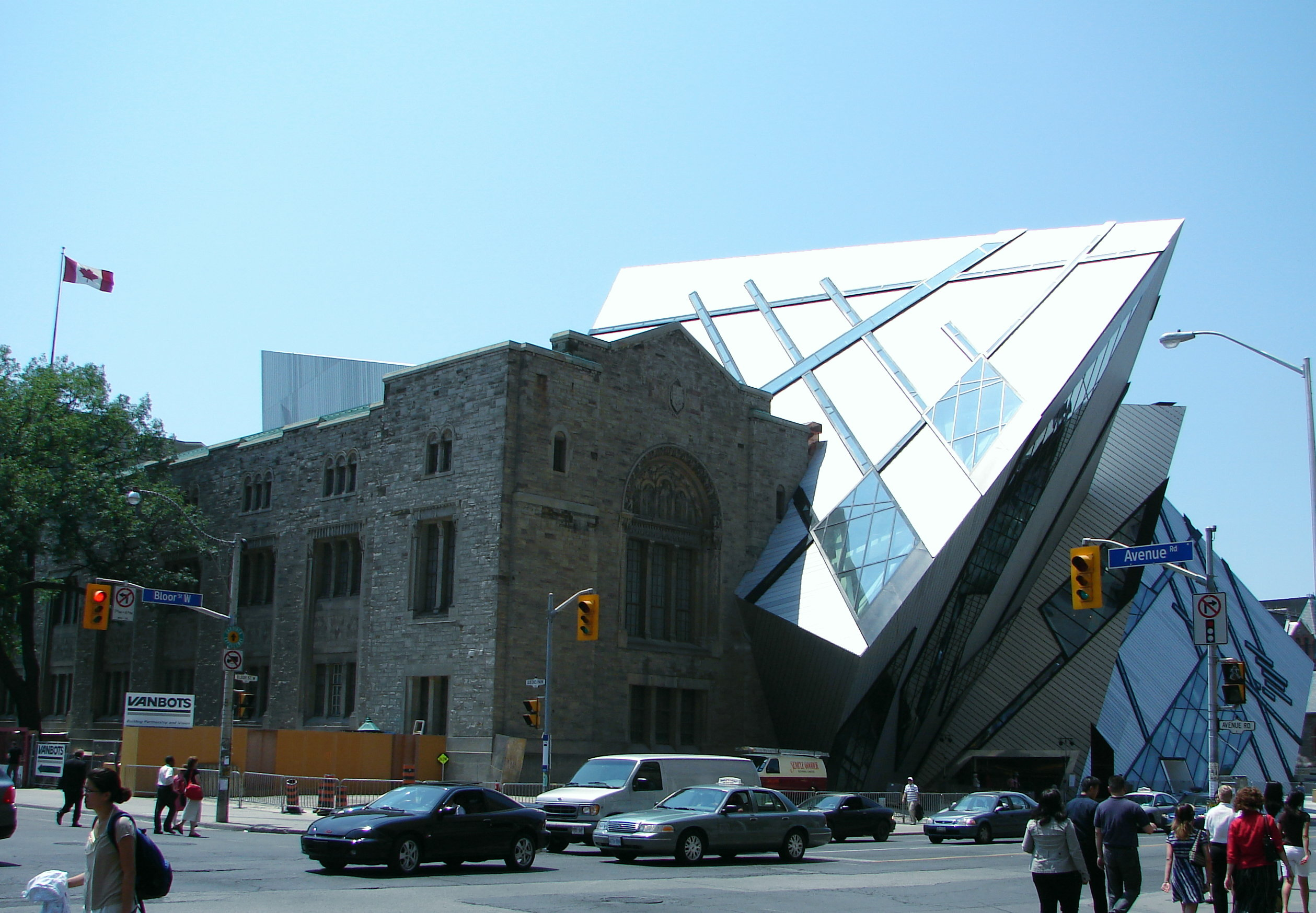
Royal Ontario Museum, a Toronto.